# Nati il 26 giugno
| Questa pagina contiene informazioni ricavate automaticamente dalle voci biografiche con l'ausilio del template Bio e di un bot. L'aggiornamento è periodico e automatico e ricostruisce completamente la pagina. Se manca una persona in questa lista, sei pregato di non aggiungerla, ma accertati piuttosto che la sua voce biografica contenga il template Bio e che i dati anagrafici siano correttamente compilati. Se il template Bio manca, inseriscilo tu stesso o, in alternativa, metti l'avviso {{tmp\|Bio}} che ne segnala la mancanza. Se i dati riportati sono sbagliati, correggi direttamente la voce biografica; le modifiche saranno visibili in questa lista entro pochi giorni. Per chiarimenti vedi il progetto biografie. La lista contiene solo le 1.148 persone che sono citate nell'enciclopedia e per le quali è stato implementato correttamente il template Bio. Pagina aggiornata al 17 ago 2025. |

## I secolo a.C.(1)
- 12 a.C. - Marco Vipsanio Agrippa Postumo, politico romano († 14)

## XIV secolo(2)
- 1383 - Francesco III da Carrara, condottiero italiano († 1406)
- 1395 - Margherita d'Asburgo, nobile († 1447)

## XV secolo(1)
- 1467 - Ferdinando II di Napoli, sovrano italiano († 1496)

## XVI secolo(5)
- 1561 - Erdmuthe di Brandeburgo, principessa tedesca († 1623)
- 1564 - Ahmad Sirhindi, teologo indiano († 1624)
- 1572 - Sigismondo d'Este, nobile italiano († 1628)
- 1575 - Anna Caterina del Brandeburgo, sovrana danese († 1612)
- 1589 - Gaspar de Borja y Velasco, cardinale, arcivescovo cattolico e politico spagnolo († 1645)

## XVII secolo(8)
- 1622 - Valdemaro Cristiano di Schleswig-Holstein, conte danese († 1656)
- 1631 - Vincenzo Albrici, compositore e organista italiano († 1687)
- 1652 - Pier Paolo Mastrilli, vescovo cattolico italiano († 1713)
- 1658 - Marco Giacinto Gandolfo, vescovo cattolico italiano († 1737)
- 1661 - Baldassarre Fontana, architetto e stuccatore svizzero († 1733)
- 1661 - Johanna Eleonora De la Gardie, scrittrice e poetessa svedese († 1708)
- 1674 - Armand I de Rohan-Soubise, cardinale e politico francese († 1749)
- 1681 - Edvige Sofia di Svezia, sovrana svedese († 1708)

## XVIII secolo(30)
- 1702 - Philip Doddridge, teologo inglese († 1751)
- 1712 - Johann Andreas Silbermann, organaro tedesco († 1783)
- 1716 - Charles Nicolas d'Oultremont, vescovo cattolico tedesco († 1771)
- 1717 - Charles d'Ursel, militare belga († 1775)
- 1717 - Johannes Ringk, compositore e organista tedesco († 1778)
- 1726 - Vittorio Amedeo III di Savoia, re († 1796)
- 1730 - Charles Messier, astronomo francese († 1817)
- 1735 - Joseph Ducreux, pittore francese († 1802)
- 1741 - John Langdon, politico statunitense († 1819)
- 1742 - Arthur Middleton, politico statunitense († 1787)
- 1747 - Leopold Koželuh, compositore, pianista e editore musicale ceco († 1818)
- 1751 - Louis Marie de Milet de Mureau, politico, generale e nobile francese († 1825)
- 1753 - Antoine Rivaroli, scrittore, giornalista e aforista francese († 1801)
- 1754 - Péter Klobusiczky, arcivescovo cattolico ungherese († 1843)
- 1760 - Carlo Aloisio di Fürstenberg, generale austriaco († 1799)
- 1763 - Carlo Filippo Aldrovandi Marescotti, nobile, imprenditore e mecenate italiano († 1823)
- 1763 - George Morland, pittore inglese († 1804)
- 1767 - Kathinka Kainz, contralto, pianista e compositrice tedesca († 1836)
- 1778 - Jacopo Monico, cardinale e patriarca cattolico italiano († 1851)
- 1780 - Nicola Blanc, imprenditore e politico italiano († 1857)
- 1786 - Sunthorn Phu, poeta thailandese († 1855)
- 1788 - Carl Christian Vogel von Vogelstein, pittore tedesco († 1868)
- 1789 - Heinrich Franz von Bombelles, diplomatico austriaco († 1850)
- 1790 - Vincenzo Scarpa, presbitero italiano († 1854)
- 1792 - Christian Albrecht Jensen, pittore danese († 1870)
- 1794 - Nikolaj Il'ič Tolstoj, ufficiale russo († 1837)
- 1795 - Antonio Gava, vescovo cattolico italiano († 1865)
- 1797 - Imam Shamil, politico e imam († 1871)
- 1798 - Josiah Warren, filosofo, inventore e musicista statunitense († 1874)
- 1800 - Albert Galliton Harrison, politico statunitense († 1839)

## XIX secolo(139)
- 1801 - Alajos Pálffy, generale austro-ungarico († 1876)
- 1803 - Ottavio Thaon di Revel, nobile e politico italiano († 1868)
- 1807 - Bartolomeo Campana di Sarano, politico italiano († 1887)
- 1809 - Joseph-Pierre Pétrequin, medico francese († 1876)
- 1809 - Charles de Viry, politico francese († 1888)
- 1812 - Jane Hunt, attivista statunitense († 1889)
- 1814 - Gabriel Auguste Daubrée, geologo francese († 1896)
- 1816 - Alfred Henry Paget, politico britannico († 1888)
- 1817 - Branwell Brontë, pittore, scrittore e insegnante britannico († 1848)
- 1817 - Bertrando Spaventa, filosofo e politico italiano († 1883)
- 1819 - Abner Doubleday, generale statunitense († 1893)
- 1821 - Adolf Jellinek, rabbino austriaco († 1893)
- 1821 - Bartolomé Mitre, politico, militare e scrittore argentino († 1906)
- 1824 - William Thomson, I barone Kelvin, fisico, ingegnere e nobile britannico († 1907)
- 1825 - Federico Bellazzi, politico italiano († 1868)
- 1826 - Adolf Bastian, etnologo tedesco († 1905)
- 1826 - Stefano Jacini, politico e economista italiano († 1891)
- 1827 - Amédée Courbet, militare francese († 1885)
- 1827 - Enrico Dandolo, patriota italiano († 1849)
- 1827 - Gaetana Sterni, religiosa italiana († 1889)
- 1830 - Emilio Morosini, patriota italiano († 1849)
- 1831 - Salvatore Depau, vescovo cattolico italiano († 1899)
- 1831 - Julius Rodenberg, poeta, scrittore e editore tedesco († 1914)
- 1837 - Ernest Guiraud, compositore francese († 1892)
- 1837 - Dión Martínez, scacchista cubano († 1938)
- 1841 - Clément Georges Lemoine, chimico francese († 1922)
- 1841 - Paul Wallot, architetto tedesco († 1912)
- 1843 - Paul Arène, poeta e scrittore francese († 1896)
- 1843 - Alexander Sadebeck, geologo e mineralogista tedesco († 1879)
- 1844 - Jules Aviat, pittore francese († 1931)
- 1845 - Lodovico Biagi, letterato e linguista italiano († 1900)
- 1846 - Giulio Dreossi, imprenditore italiano († 1918)
- 1846 - Tito Strocchi, patriota, giornalista e scrittore italiano († 1879)
- 1847 - Nemesia Valle, religiosa italiana († 1916)
- 1849 - Sarah Angelina Acland, fotografa britannica († 1930)
- 1849 - Luigi Ossoinack, politico e imprenditore ungherese († 1904)
- 1850 - Alfred Louis Delattre, archeologo e presbitero francese († 1932)
- 1850 - Ferdinand von Lobkowitz, politico austro-ungarico († 1926)
- 1851 - Emilio Magistretti, pittore italiano († 1936)
- 1851 - Giacinto Satta, scrittore, artista e politico italiano († 1912)
- 1853 - Arthur John Stanley, calciatore e tennista britannico († 1935)
- 1854 - Robert Borden, politico canadese († 1937)
- 1858 - Pasquale Civiletti, scultore italiano († 1952)
- 1859 - Carlo Vittorio Cicarelli, politico e avvocato italiano († 1929)
- 1859 - Edward Kimball, attore statunitense († 1938)
- 1860 - Emilio Diena, filatelista italiano († 1941)
- 1860 - Giovanni Antonio Porcheddu, ingegnere e imprenditore italiano († 1937)
- 1863 - Antonio Berlese, entomologo italiano († 1927)
- 1863 - Beniamino Donzelli, imprenditore, dirigente d'azienda e politico italiano († 1952)
- 1863 - Alfred Grenander, architetto svedese († 1931)
- 1863 - Ivan Semënovič Sergeev, navigatore russo († 1919)
- 1864 - Pietro Bonfante, giurista italiano († 1932)
- 1865 - Bernard Berenson, storico dell'arte e collezionista d'arte statunitense († 1959)
- 1865 - Auguste-Maurice Clément, vescovo cattolico francese († 1939)
- 1865 - Simone Gulì, comandante marittimo e militare italiano († 1927)
- 1865 - Franklin Ritchie, attore statunitense († 1918)
- 1866 - George Herbert, V conte di Carnarvon, nobile, egittologo e collezionista d'arte britannico († 1923)
- 1867 - Franz Nikolaus Finck, linguista e filologo tedesco († 1910)
- 1868 - Gaetano Campanile Mancini, giornalista, sceneggiatore e regista italiano († 1942)
- 1869 - Martin Andersen Nexø, scrittore danese († 1954)
- 1870 - Giovanni Ossanna, ingegnere italiano († 1952)
- 1872 - Giuseppe Nogara, arcivescovo cattolico italiano († 1955)
- 1875 - Emilio Bianchi, astronomo italiano († 1941)
- 1875 - Oskar Goßler, canottiere tedesco († 1953)
- 1875 - Ugo Guido Mondolfo, storico e politico italiano († 1958)
- 1875 - Mario Nani Mocenigo, militare, marinaio e storico italiano († 1943)
- 1875 - Riccardo Stracciari, baritono italiano († 1955)
- 1877 - Flavia Steno, giornalista e scrittrice italiana († 1946)
- 1878 - Marcello Colongo, calciatore italiano († 1936)
- 1878 - Andrea Finocchiaro Aprile, politico italiano († 1964)
- 1878 - Paul Guillaume, psicologo francese († 1962)
- 1878 - Leopold Löwenheim, logico e matematico tedesco († 1957)
- 1878 - Ernest Torrence, attore scozzese († 1933)
- 1879 - Ugo Ciancarelli, chimico, dirigente d'azienda e politico italiano († 1957)
- 1879 - Gustaf Adolf Jonsson, tiratore a segno svedese († 1949)
- 1879 - Agrippina Jakovlevna Vaganova, ballerina e coreografa sovietica († 1951)
- 1880 - Michele La Rosa, fisico italiano († 1933)
- 1880 - Mitchell Lewis, attore statunitense († 1956)
- 1881 - Giovanni Borgonovo, pittore italiano († 1975)
- 1881 - Romolo Caggese, storico italiano († 1938)
- 1881 - Yaacov Cahan, poeta, commediografo e linguista israeliano († 1960)
- 1881 - Max Eitingon, psicoanalista tedesco († 1943)
- 1881 - Walter Krueger, generale statunitense († 1967)
- 1882 - Emilio Brambilla, giavellottista, lunghista e multiplista italiano († 1938)
- 1882 - Jack Guiney, pesista statunitense († 1912)
- 1882 - Edoardo Torre, politico italiano († 1962)
- 1884 - Cesare Gazzani, militare italiano († 1912)
- 1884 - Ralph Horner, politico e imprenditore canadese († 1964)
- 1884 - Giovanni Lorenzoni, poeta e letterato italiano († 1950)
- 1884 - Karel Meijer, pallanuotista olandese († 1967)
- 1884 - Francesco Misiano, politico e produttore cinematografico italiano († 1936)
- 1884 - Peter Petersen, pedagogista tedesco († 1952)
- 1884 - Rona Robinson, chimica e attivista britannica († 1962)
- 1885 - Carlo Artuffo, attore italiano († 1958)
- 1885 - Frieda Hempel, soprano tedesco († 1955)
- 1885 - Eugène Nicolaï, calciatore francese († 1958)
- 1886 - Riccardo Campagnoni, educatore e politico italiano († 1953)
- 1887 - Maxim Jacobsen, violinista e insegnante lettone († 1973)
- 1887 - Ganna Walska, cantante lirica polacca († 1984)
- 1888 - Paul Niggli, mineralogista e geologo svizzero († 1953)
- 1888 - Claës-Axel Wersäll, ginnasta svedese († 1951)
- 1889 - Antonio De Tomaso, politico argentino († 1933)
- 1889 - Ernesto Eula, giurista e magistrato italiano († 1981)
- 1889 - Paolo Greco, giurista italiano († 1974)
- 1890 - Jeanne Eagels, attrice e showgirl statunitense († 1929)
- 1891 - Sidney Howard, scrittore, drammaturgo e sceneggiatore statunitense († 1939)
- 1891 - Jacques Pirenne, egittologo belga († 1972)
- 1891 - Rolf Schott, storico dell'arte e scrittore tedesco († 1977)
- 1892 - Pearl S. Buck, scrittrice, giornalista e filantropa statunitense († 1973)
- 1892 - Neal Burns, attore e regista statunitense († 1969)
- 1892 - Aldo Ferrabino, storico, filosofo e bibliotecario italiano († 1972)
- 1892 - Carlo Alberto Pasolini, militare italiano († 1958)
- 1893 - Big Bill Broonzy, compositore e chitarrista statunitense († 1958)
- 1893 - Cosimo Rizzotto, aviatore italiano († 1963)
- 1893 - Karl Freiherr von Thüngen, generale tedesco († 1944)
- 1894 - Ezio Amadeo, politico italiano († 1978)
- 1894 - Paolo Bentivoglio, politico, antifascista e attivista italiano († 1965)
- 1894 - Erik Dahlström, calciatore svedese († 1953)
- 1894 - Antonio Greppi, politico, scrittore e commediografo italiano († 1982)
- 1894 - Robert Spears, criminale statunitense († 1969)
- 1895 - George Hainsworth, hockeista su ghiaccio canadese († 1950)
- 1896 - Luigi Giuntoli, calciatore italiano († 1971)
- 1896 - Zena Keefe, attrice statunitense († 1977)
- 1896 - Boris Podolsky, fisico russo († 1966)
- 1897 - Luigi Abbiati, politico, antifascista e partigiano italiano († 1944)
- 1897 - Viola Dana, attrice statunitense († 1987)
- 1897 - C.R. Julian, calciatore inglese († 1955)
- 1897 - Lois Meredith, attrice statunitense († 1967)
- 1898 - Leo Marchiori, pistard italiano († 1949)
- 1898 - Willy Messerschmitt, progettista, imprenditore e ingegnere tedesco († 1978)
- 1898 - Enrico Teodoro Pigozzi, imprenditore italiano († 1964)
- 1898 - Lewis B. Puller, generale statunitense († 1971)
- 1898 - Luigi Silvani, calciatore italiano
- 1899 - Virginio Bianchi, pittore italiano († 1970)
- 1899 - Giuseppe Carraro, vescovo cattolico italiano († 1980)
- 1899 - Piero Malvestiti, politico italiano († 1964)
- 1899 - Marija Nikolaevna Romanova, nobile e santa russa († 1918)
- 1900 - Kongo Abe, pittore giapponese († 1968)
- 1900 - Cristoforo Fracassi Ratti Mentone di Torre Rossano, nobile e diplomatico italiano († 1975)

## XX secolo(925)
- 1901 - Jean Boyer, regista e compositore francese († 1965)
- 1901 - Lajos Buza, calciatore ungherese († 1965)
- 1901 - Erivo Ferri, partigiano e politico italiano († 1960)
- 1901 - Gennaro Finizio, calciatore italiano († 1990)
- 1901 - Juan David García Bacca, filosofo spagnolo († 1991)
- 1901 - Sebastian Huber, bobbista tedesco († 1985)
- 1901 - Donald Thomson, antropologo e ornitologo australiano († 1970)
- 1902 - Antonia Brico, direttrice d'orchestra e pianista statunitense († 1989)
- 1902 - Hugues Cuénod, tenore svizzero († 2010)
- 1902 - Bertrand Jochaud du Plessix, militare e aviatore francese († 1940)
- 1902 - Bill Lear, inventore e imprenditore statunitense († 1978)
- 1903 - Ashley Clarke, diplomatico inglese († 1994)
- 1904 - Virginia Brown Faire, attrice statunitense († 1980)
- 1904 - Peter Lorre, attore ungherese († 1964)
- 1905 - Arduino Buri, militare e aviatore italiano († 1981)
- 1905 - Raffaello Ramat, critico letterario e partigiano italiano († 1967)
- 1906 - Edward Akufo-Addo, politico ghanese († 1979)
- 1906 - Stefan Andres, scrittore tedesco († 1970)
- 1906 - Juan Carlos Calvo, calciatore uruguaiano († 1977)
- 1906 - Wilhelm Malaniuk, giudice e giurista austriaco († 1965)
- 1906 - Nino Oppio, alpinista italiano († 1982)
- 1906 - Pietro Padovani, militare e aviatore italiano († 1943)
- 1906 - Alberto Rabagliati, cantante, attore e conduttore radiofonico italiano († 1974)
- 1906 - Şehzade Mehmed Abdülkerim, principe ottomano († 1935)
- 1907 - Joan Harrison, sceneggiatrice, produttrice cinematografica e produttrice televisiva britannica († 1994)
- 1907 - Ynez Seabury, attrice statunitense († 1973)
- 1907 - Leonhard Weiß, calciatore tedesco († 1981)
- 1908 - Salvador Allende, politico cileno († 1973)
- 1908 - Jesús Antonio Castro Becerra, vescovo cattolico colombiano († 1991)
- 1908 - Estrellita Castro, cantante, ballerina e attrice spagnola († 1983)
- 1908 - Enzo Di Gianni, poeta, editore e regista italiano († 1975)
- 1908 - Mario Maria Jacopetti, ingegnere elettrotecnico italiano († 1963)
- 1908 - Albert F. Shields, ingegnere statunitense († 1974)
- 1909 - Helmuth Dörner, militare tedesco († 1945)
- 1909 - Colonnello Tom Parker, manager e impresario teatrale olandese († 1997)
- 1909 - Wolfgang Reitherman, animatore, regista e produttore cinematografico tedesco († 1985)
- 1910 - Munroe Bourne, nuotatore canadese († 1992)
- 1910 - Luigi Cresta, calciatore italiano († 1985)
- 1910 - Fausto Dal Pozzo, ceramista e antifascista italiano († 1997)
- 1910 - Luigi Gaiani, politico e partigiano italiano († 2003)
- 1910 - Lau Lauritzen, attore, regista e sceneggiatore danese († 1970)
- 1910 - Maciej Nowicki, architetto polacco († 1950)
- 1910 - Roy J. Plunkett, chimico statunitense († 1994)
- 1910 - John Reddington, missionario e vescovo cattolico irlandese († 1994)
- 1910 - Hack Simpson, hockeista su ghiaccio canadese († 1978)
- 1910 - Ferruccio Corradino Squarcia, militare, calciatore e giornalista italiano († 1938)
- 1910 - Gino Zanni, calciatore italiano († 1986)
- 1911 - Carlo Dapporto, attore italiano († 1989)
- 1911 - Babe Didrikson-Zaharias, giavellottista, ostacolista e altista statunitense († 1956)
- 1911 - Eusebio Hernández, cestista cileno († 1997)
- 1911 - Edward Hirsch Levi, politico statunitense († 2000)
- 1911 - Frederic Calland Williams, ingegnere inglese († 1977)
- 1912 - Antonio Battistella, attore italiano († 1980)
- 1912 - Rodolfo Canegrati, partigiano italiano († 1944)
- 1912 - Giorgio Jannicelli, aviatore e militare italiano († 1941)
- 1912 - Héctor Socorro, calciatore cubano
- 1912 - Marie Větrovská, ginnasta cecoslovacca († 1987)
- 1913 - Rudolf Brazda, tedesco († 2011)
- 1913 - Aimé Césaire, poeta, scrittore e politico francese († 2008)
- 1913 - Konrads Kalējs, militare lettone († 2001)
- 1913 - Peter Matejka, pittore slovacco († 1972)
- 1913 - John Sutcliffe, calciatore inglese († 1980)
- 1913 - Vida Tomšič, partigiana slovena († 1998)
- 1913 - Maurice Wilkes, informatico britannico († 2010)
- 1914 - Shapur Bakhtiar, politico iraniano († 1991)
- 1914 - Salvatore Cottoni, politico e avvocato italiano († 1974)
- 1914 - Sofia di Grecia, principessa greca († 2001)
- 1914 - Lorenz Hackenholt, militare tedesco († 1945)
- 1914 - Lyman Spitzer, fisico e astronomo statunitense († 1997)
- 1914 - Wolfgang Windgassen, tenore tedesco († 1974)
- 1915 - Friedrich Anding, militare tedesco († 1996)
- 1915 - Alberto Brondi, militare e aviatore italiano († 1942)
- 1915 - Willard Brown, giocatore di baseball statunitense († 1996)
- 1915 - David Caminer, informatico britannico († 2008)
- 1915 - Paul Castellano, mafioso statunitense († 1985)
- 1915 - Pierre Van Basselaere, cestista belga
- 1916 - Sirio Guerrieri, scrittore, critico letterario e partigiano italiano († 2009)
- 1916 - Vinicio Marinucci, giornalista, sceneggiatore e regista italiano († 2001)
- 1916 - Virginia Satir, psicoterapeuta statunitense († 1988)
- 1916 - George Jivaji Rao Scindia di Gwalior, principe e politico indiano († 1961)
- 1916 - Giuseppe Taddei, baritono italiano († 2010)
- 1916 - Carey Wilber, sceneggiatore statunitense († 1998)
- 1917 - Italo Bellotti, politico italiano († 2007)
- 1917 - Melina Pignatelli, cantante lirica italiana († 2001)
- 1917 - Fedora Penelli, cestista cilena († 1994)
- 1917 - Pavel Aleksandrovič Solov'ëv, ingegnere sovietico († 1996)
- 1918 - Aroldo Collesi, allenatore di calcio e calciatore italiano († 2005)
- 1918 - Dino Dainelli, matematico e informatico italiano († 2004)
- 1918 - Hussein Mazzek, politico libico († 2006)
- 1919 - David Conover, fotografo e scrittore statunitense († 1983)
- 1919 - Kenneth Davidson, cestista e allenatore di pallacanestro statunitense († 1988)
- 1919 - Carlo Donat-Cattin, sindacalista e politico italiano († 1991)
- 1919 - Luis Gardella, cestista peruviano
- 1919 - Sllave Llambi, allenatore di calcio e calciatore albanese († 1985)
- 1919 - Kenneth MacCorquodale, psicologo statunitense († 1986)
- 1920 - Mario Abruzzese, partigiano italiano († 1972)
- 1920 - Josef Armberger, militare tedesco († 1944)
- 1920 - Armando Bollana, calciatore italiano
- 1920 - Renzo Cerrato, regista, produttore televisivo e attore italiano († 2013)
- 1920 - Rino Filippini, direttore della fotografia italiano († 1998)
- 1920 - Sean Graham, regista, sceneggiatore e produttore cinematografico tedesco († 2015)
- 1920 - Walter Laird, danzatore britannico († 2002)
- 1920 - Ernst Melchior, allenatore di calcio e calciatore austriaco († 1978)
- 1921 - Giorgio Cristallini, regista e sceneggiatore italiano († 1999)
- 1921 - Renato Gardini, calciatore italiano († 1975)
- 1921 - Nory Morgan, cantante e attrice teatrale italiana († 2006)
- 1921 - Luigi Soffrido, calciatore e allenatore di calcio italiano († 1975)
- 1921 - Violette Szabo, agente segreta britannica († 1945)
- 1921 - Lorenzo Valditara, generale italiano († 2014)
- 1922 - Chairil Anwar, poeta e scrittore indonesiano († 1949)
- 1922 - Enzo Apicella, fumettista, designer e pittore italiano († 2018)
- 1922 - Eleanor Parker, attrice statunitense († 2013)
- 1922 - Dick Smith, truccatore statunitense († 2014)
- 1922 - Giorgio Tupini, politico e dirigente d'azienda italiano († 2021)
- 1922 - Oscar Vicich, calciatore italiano († 1994)
- 1923 - Franco Gualdrini, vescovo cattolico italiano († 2010)
- 1923 - Enrico Merzoni, calciatore italiano († 1975)
- 1923 - Mario Milita, doppiatore e attore italiano († 2017)
- 1923 - Ward Williams, cestista statunitense († 2005)
- 1923 - Musa'id bin Abd al-Aziz Al Sa'ud, principe saudita († 2013)
- 1924 - Kostas Axelos, filosofo francese († 2010)
- 1924 - Richard Bull, attore statunitense († 2014)
- 1924 - Greta Ferušić, superstite dell'Olocausto bosniaca († 2022)
- 1924 - Giovanni Giudici, poeta e giornalista italiano († 2011)
- 1924 - Gregorio Gómez, calciatore messicano († 1988)
- 1924 - Juan González Gómez, calciatore messicano († 2009)
- 1924 - Art Jackes, altista canadese († 2000)
- 1924 - Myroslav Marusyn, arcivescovo cattolico ucraino († 2009)
- 1924 - Dermot Ryan, arcivescovo cattolico irlandese († 1985)
- 1924 - Mario Tchou, ingegnere e informatico italiano († 1961)
- 1924 - Angelo Tomelleri, politico italiano († 1985)
- 1925 - Pavel Ivanovič Beljaev, cosmonauta sovietico († 1970)
- 1925 - Alexandre Gemignani, cestista brasiliano († 1998)
- 1925 - Ladislav Hlaváček, calciatore cecoslovacco († 2014)
- 1925 - Åke Jönsson, calciatore svedese († 1998)
- 1925 - Virgilio Maroso, calciatore italiano († 1949)
- 1925 - Anna Miserocchi, attrice e doppiatrice italiana († 1988)
- 1925 - Richard X. Slattery, attore statunitense († 1997)
- 1925 - Francesco Saverio Toppi, arcivescovo cattolico italiano († 2007)
- 1925 - Wolfgang Unzicker, scacchista tedesco († 2006)
- 1926 - Adolfo Baruffi, regista italiano († 2013)
- 1926 - John Freely, fisico, insegnante e scrittore statunitense († 2017)
- 1926 - Dino Frescobaldi, giornalista, saggista e scrittore italiano († 2010)
- 1926 - Karel Kosík, filosofo ceco († 2003)
- 1926 - Rex Masterman Hunt, diplomatico britannico († 2012)
- 1926 - Hamilton Naki, infermiere e insegnante sudafricano († 2005)
- 1926 - Reinhold Steinhilb, ciclista su strada e pistard tedesco († 2006)
- 1926 - Fritz Zwazl, ex nuotatore austriaco
- 1927 - Ludovico Corrao, politico e avvocato italiano († 2011)
- 1927 - Léon Deladerrière, calciatore e allenatore di calcio francese († 2013)
- 1927 - Wladimiro Dorigo, storico e politico italiano († 2006)
- 1927 - Roland Lesaffre, attore francese († 2009)
- 1927 - Jim Lewis, calciatore inglese († 2011)
- 1927 - Vladimir Jakovlevič Motyl', regista sovietico († 2010)
- 1927 - Dimităr Popov, giurista e politico bulgaro († 2015)
- 1927 - Jerry Schatzberg, regista e fotografo statunitense
- 1927 - Ol'gerd Voroncov, regista sovietico († 2016)
- 1928 - Emilio Andina, rugbista a 15 italiano († 2015)
- 1928 - Jacob Druckman, compositore statunitense († 1996)
- 1928 - Marcella Jeandeau, velocista italiana († 2018)
- 1928 - Yoshiro Nakamatsu, inventore giapponese
- 1928 - Bill Sheffield, politico statunitense († 2022)
- 1928 - René Steurbaut, cestista belga († 2019)
- 1929 - June Bronhill, soprano australiano († 2005)
- 1929 - Milton Glaser, grafico, illustratore e insegnante statunitense († 2020)
- 1929 - Butch Martin, hockeista su ghiaccio canadese († 2023)
- 1929 - Karel Vašák, diplomatico e giurista ceco († 2015)
- 1930 - Jackie Fargo, wrestler statunitense († 2013)
- 1931 - Ian Kemp, musicologo inglese († 2011)
- 1931 - Edmond Roudnitska, ostacolista francese († 2023)
- 1931 - Colin Wilson, scrittore britannico († 2013)
- 1932 - Valerie Gaunt, attrice britannica († 2016)
- 1932 - Nico Habermann, informatico e matematico olandese († 1993)
- 1932 - Marguerite Pindling, politica bahamense
- 1932 - Jacqueline Rayet, ex ballerina francese
- 1932 - Neri Sacchiero, ex calciatore italiano
- 1932 - Luis Salvadores, cestista cileno († 2014)
- 1932 - Gianpiero Taverna, direttore d'orchestra e compositore italiano († 2021)
- 1932 - Don Valentine, imprenditore statunitense († 2019)
- 1932 - Guido Zangari, giurista italiano († 2008)
- 1933 - Claudio Abbado, direttore d'orchestra italiano († 2014)
- 1933 - John Bulaitis, arcivescovo cattolico lituano († 2010)
- 1933 - Ignazio Dolce, attore e regista italiano († 2010)
- 1933 - Ralph Guglielmi, giocatore di football americano statunitense († 2017)
- 1933 - Antonio Viesti, generale italiano († 2014)
- 1934 - Giuseppe Barbaglio, presbitero, teologo e biblista italiano († 2007)
- 1934 - Adriano Cavicchi, musicologo e giornalista italiano († 2024)
- 1934 - Angela Cavo, attrice italiana († 2024)
- 1934 - Ñeca Escobar, cestista paraguaiana († 2020)
- 1934 - Maxime Fulgenzy, ex calciatore francese
- 1934 - Tōru Gotō, ex nuotatore giapponese
- 1934 - Dave Grusin, compositore e pianista statunitense
- 1934 - Anatolij Vasil'evič Ivanov, percussionista, compositore e direttore d'orchestra russo († 2012)
- 1934 - Leone Magiera, pianista e direttore d'orchestra italiano
- 1934 - Dominique Rustichelli, calciatore francese († 1979)
- 1934 - Josef Sommer, attore tedesco
- 1935 - Silvano Labriola, politico e giurista italiano († 2005)
- 1935 - Maria Monti, cantautrice, cabarettista e attrice italiana
- 1935 - Pete Peterson, politico, militare e ambasciatore statunitense
- 1935 - Sandro Riminucci, ex cestista italiano
- 1935 - Mariasilvia Spolato, attivista italiana († 2018)
- 1936 - Bogdan Dočev, arbitro di calcio bulgaro († 2017)
- 1936 - Hal Greer, cestista e allenatore di pallacanestro statunitense († 2018)
- 1936 - Alberto Malavasi, calciatore italiano († 2021)
- 1936 - Edith Pearlman, scrittrice statunitense († 2023)
- 1936 - Tomáš Pospíchal, calciatore e allenatore di calcio cecoslovacco († 2003)
- 1936 - Tito Rodinetti, pugile italiano († 2024)
- 1936 - Jean-Claude Turcotte, cardinale e arcivescovo cattolico canadese († 2015)
- 1936 - Nancy Willard, scrittrice e poetessa statunitense († 2017)
- 1937 - Sergio Bertola, ex calciatore italiano
- 1937 - Jan Brumovský, ex calciatore cecoslovacco
- 1937 - Ercole Ugo D'Andrea, poeta italiano († 2002)
- 1937 - János Dunai, calciatore ungherese († 2025)
- 1937 - Hans Gerny, vescovo vetero-cattolico svizzero († 2021)
- 1937 - Giancarlo Lombardi, ingegnere, imprenditore e politico italiano († 2017)
- 1937 - Robert Coleman Richardson, fisico statunitense († 2013)
- 1937 - Hans Wahlgren, attore e doppiatore svedese († 2024)
- 1937 - Reggie Workman, contrabbassista statunitense
- 1938 - Giovanni Ferrara, magistrato italiano
- 1938 - Margret Göbl, pattinatrice artistica su ghiaccio tedesca († 2013)
- 1938 - Roberto Mariani, architetto italiano († 2001)
- 1938 - Gianni Minello, regista, sceneggiatore e attore italiano
- 1938 - Maria Velho da Costa, scrittrice e insegnante portoghese († 2020)
- 1939 - Luis Morao Andreazza, vescovo cattolico e missionario italiano
- 1939 - George Braith, sassofonista statunitense
- 1939 - Osvaldo Hurtado Larrea, politico ecuadoriano
- 1939 - Blaine Lindgren, ostacolista statunitense († 2019)
- 1939 - Enzo Mari, ex hockeista su pista italiano
- 1939 - Pierluigi Pagni, ex calciatore italiano
- 1939 - Chuck Robb, politico e militare statunitense
- 1939 - Marisa Terzi, cantautrice italiana
- 1940 - Lucinda Childs, danzatrice e coreografa statunitense
- 1940 - Satoshi Dezaki, regista, produttore cinematografico e sceneggiatore giapponese
- 1940 - Pieter de Groot, calciatore olandese († 1985)
- 1940 - Silvia Torres-Peimbert, astronoma e docente messicana
- 1940 - Luis Valdez, drammaturgo, regista e sceneggiatore statunitense
- 1940 - Thomas Charles Van Flandern, astronomo statunitense († 2009)
- 1941 - Aldrich Ames, ex agente segreto statunitense
- 1941 - Takayuki Kuwata, ex calciatore giapponese
- 1941 - Czesław Malec, cestista polacco († 2018)
- 1941 - Tamara Moskvina, ex pattinatrice artistica su ghiaccio e allenatrice di pattinaggio su ghiaccio sovietica
- 1941 - Amedeo Pagani, produttore cinematografico e sceneggiatore italiano
- 1941 - Enrique Wong, politico peruviano († 2024)
- 1942 - J.J. Dillon, ex wrestler statunitense
- 1942 - Virgilia Figueredo, ex cestista paraguaiana
- 1942 - Gilberto Gil, cantante, musicista e politico brasiliano
- 1942 - Antonella Murgia, attrice italiana († 2015)
- 1942 - Kazuo Saitō, marciatore giapponese († 2006)
- 1942 - Giancarlo Tapparo, politico italiano
- 1942 - Larry Taylor, bassista e chitarrista statunitense († 2019)
- 1943 - Fabio Albarelli, velista italiano († 1995)
- 1943 - John Beasley, attore statunitense († 2023)
- 1943 - Georgie Fame, cantautore, tastierista e chitarrista britannico
- 1943 - Warren Farrell, educatore statunitense
- 1943 - Foppe de Haan, allenatore di calcio e dirigente sportivo olandese
- 1943 - Anthony Hicks, musicologo, critico musicale e scrittore britannico († 2010)
- 1943 - Eduardo Nascimento, cantante angolano († 2019)
- 1944 - Bob Bedell, cestista statunitense († 2015)
- 1944 - Jorge Bolaños, calciatore ecuadoriano († 1996)
- 1944 - Nexhat Daci, politico kosovaro
- 1944 - Wolfgang Weber, ex calciatore e allenatore di calcio tedesco
- 1944 - Gennadij Zjuganov, politico e fisico russo
- 1945 - Ambra Borelli, cantante e bassista italiana
- 1945 - Giovanna Capelli, politica italiana
- 1945 - Juan Costas, velista spagnolo († 2018)
- 1945 - Christian Grenier, scrittore francese
- 1945 - Andrea Milardi, dirigente sportivo e allenatore di atletica leggera italiano († 2016)
- 1945 - Michael Persinger, neuroscienziato statunitense († 2018)
- 1945 - Daniele Protti, giornalista italiano († 2024)
- 1945 - Georges Ramaïoli, fumettista francese
- 1946 - Bibi Ballandi, produttore televisivo, imprenditore e produttore discografico italiano († 2018)
- 1946 - Antonello Geleng, scenografo e costumista italiano
- 1946 - Margot Glockshuber, ex pattinatrice artistica su ghiaccio tedesca
- 1946 - Ricky Jay, illusionista, attore e scrittore statunitense († 2018)
- 1946 - Tony Koski, ex cestista statunitense
- 1946 - Carlo Montanaro, scrittore e giornalista italiano
- 1946 - Anthony John Valentine Obinna, arcivescovo cattolico nigeriano
- 1946 - Francisco Pardo Artigas, vescovo cattolico spagnolo († 2022)
- 1946 - Candace Pert, neuroscienziata e farmacologa statunitense († 2013)
- 1946 - Leo Rossi, attore statunitense
- 1947 - Lene Brøndum, attrice danese
- 1947 - Alfredo Castelli, fumettista e critico letterario italiano († 2024)
- 1947 - Edda Ceccoli, politica e funzionaria sammarinese
- 1947 - Luis Quinteiro Fiuza, vescovo cattolico spagnolo
- 1947 - Enzo Fregosi, militare italiano († 2003)
- 1947 - Zvi Galil, informatico e matematico israeliano
- 1947 - Gulbuddin Hekmatyar, politico, militare e guerrigliero afghano
- 1947 - Eddie Hinton, ex giocatore di football americano statunitense
- 1947 - Jean-Luc Pinel, sciatore alpino francese († 2024)
- 1947 - Gino Pisanò, letterato italiano († 2013)
- 1947 - Peter Sloterdijk, filosofo e saggista tedesco
- 1948 - José Barata-Moura, filosofo, politico e cantante portoghese
- 1948 - Gérard Caussé, violista francese
- 1948 - Antonio Errico, cestista italiano († 1973)
- 1948 - Ivan Ivanov, ex mezzofondista sovietico
- 1948 - Vittorio Mancini, designer e pubblicitario italiano
- 1948 - Gianni Merighi, ex calciatore italiano
- 1948 - John Pratt, ex calciatore inglese
- 1948 - Maurizio Tedesco, produttore cinematografico, montatore e regista italiano
- 1949 - Michael Bedard, scrittore e illustratore canadese
- 1949 - Mary Styles Harris, genetista statunitense
- 1949 - Andrea Petitpierre, allenatore di pallacanestro italiano
- 1949 - Decebal Traian Remeș, politico e economista rumeno († 2020)
- 1949 - Michael Rotondi, architetto statunitense
- 1950 - Bruno Bastianoni, ex cestista italiano
- 1950 - Michael Paul Chan, attore statunitense
- 1950 - Tom DeFalco, fumettista e curatore editoriale statunitense
- 1950 - Paride Dioli, entomologo, scrittore e giornalista italiano
- 1950 - Paolo Fadda, politico italiano
- 1950 - Scott Farrar, effettista statunitense
- 1950 - Enrique Miguel Martín, calciatore spagnolo († 2021)
- 1950 - Antonio Ricci, autore televisivo italiano
- 1950 - Umberto Smaila, attore, cabarettista e musicista italiano
- 1950 - Giorgio Tesser, generale italiano
- 1951 - Andrzej Bek, ex pistard polacco
- 1951 - Pamela Bellwood, attrice televisiva statunitense
- 1951 - John Connolly, ex rugbista a 15 e allenatore di rugby a 15 australiano
- 1951 - Robert Davi, attore, regista e cantante statunitense
- 1951 - Maurits De Schrijver, ex calciatore belga
- 1951 - Elio Gandolfi, cantante italiano
- 1951 - Clarence Hill, ex pugile bermudiano
- 1951 - Francesco Manenti, vescovo cattolico italiano
- 1951 - Eugenio Mazzarella, filosofo, politico e poeta italiano
- 1951 - Pippo Pagano, politico italiano
- 1951 - Larry Sharpe, wrestler irlandese († 2017)
- 1951 - Lieuwe de Boer, ex pattinatore di velocità su ghiaccio olandese
- 1952 - Gaetano Curreri, cantautore, tastierista e compositore italiano
- 1952 - Enrico Ghezzi, critico cinematografico, scrittore e autore televisivo italiano
- 1952 - Ko Yong-hui, ballerina nordcoreana († 2004)
- 1952 - Simon Mann, mercenario e militare britannico († 2025)
- 1952 - Michele McDonald, modella statunitense († 2020)
- 1952 - Gordon McQueen, calciatore e allenatore di calcio scozzese († 2023)
- 1952 - William A. Pailes, ex astronauta statunitense
- 1953 - Lucyna Berniak, ex cestista polacca
- 1953 - Jean Passanante, autrice televisiva statunitense
- 1953 - Daniel Senet, ex sollevatore francese
- 1953 - Tara VanDerveer, ex cestista e allenatrice di pallacanestro statunitense
- 1954 - Luis Arconada, ex calciatore spagnolo
- 1954 - Steve Barton, attore teatrale e cantante statunitense († 2001)
- 1954 - Marco Lucchinelli, pilota motociclistico e cantante italiano
- 1954 - Sigurður Lárusson, ex calciatore islandese
- 1954 - Catherine Samba-Panza, politica centrafricana
- 1954 - David Steen, attore e scrittore statunitense
- 1954 - Rodolfo Valenzuela Núñez, vescovo cattolico guatemalteco
- 1955 - Joey Baron, batterista statunitense
- 1955 - Maxime Bossis, ex calciatore francese
- 1955 - Mervyn Day, allenatore di calcio e ex calciatore inglese
- 1955 - Patrick Desbois, presbitero francese
- 1955 - Mick Jones, chitarrista e cantante britannico
- 1955 - Michael Lederer, ex mezzofondista tedesco
- 1955 - Mohammad Mokhber, politico iraniano
- 1955 - Tom Platz, culturista statunitense
- 1955 - Fabrizia Pons, ex pilota di rally e copilota di rally italiana
- 1955 - Donna Stockton, ex tennista statunitense
- 1955 - Philippe Streiff, pilota automobilistico francese († 2022)
- 1955 - Carol Turney, ex cestista canadese
- 1955 - Gedde Watanabe, attore statunitense
- 1956 - Davide Ferrario, regista, sceneggiatore e scrittore italiano
- 1956 - Véronique Genest, attrice francese
- 1956 - Bernard Harris, ex astronauta statunitense
- 1956 - Chris Isaak, cantautore, chitarrista e attore statunitense
- 1956 - Barbara Pernici, scacchista e ingegnera italiana
- 1956 - Mike Russell, ex cestista statunitense
- 1957 - Pedro Aguado Cuesta, vescovo cattolico spagnolo
- 1957 - Andrea Pininfarina, imprenditore italiano († 2008)
- 1957 - Jan Schütte, regista e sceneggiatore tedesco
- 1957 - Martin Smith, attore e cantante inglese († 1994)
- 1957 - Patty Smyth, cantante statunitense
- 1957 - Pietro Paolo Virdis, ex calciatore e allenatore di calcio italiano
- 1957 - Strauss Zelnick, avvocato e imprenditore statunitense
- 1958 - Jonathan Bate, critico letterario e biografo britannico
- 1958 - Pedro Cateriano, politico e avvocato peruviano
- 1958 - Pablo Diaz, argentino
- 1958 - Paweł Edelman, direttore della fotografia polacco
- 1958 - Giulio Galgani, artista italiano
- 1958 - Julio Gallardo Quijano, cestista messicano († 2011)
- 1958 - Patrizia Giancotti, antropologa, fotografa e giornalista italiana
- 1958 - Lela Ivey, attrice statunitense
- 1958 - Orlando Narváez, ex calciatore ecuadoriano
- 1958 - Giannandrea Pecorelli, produttore cinematografico, sceneggiatore e regista italiano
- 1958 - Norberto Peluffo, ex calciatore colombiano
- 1958 - Chrīstos Stylianidīs, politico cipriota
- 1959 - Stef Burns, chitarrista statunitense
- 1959 - Maurizio Lucchetti, allenatore di calcio e ex calciatore italiano
- 1959 - Francis Magee, attore irlandese
- 1959 - Mark McKinney, attore, comico e imitatore canadese
- 1960 - Rumen Aleksandrov, ex sollevatore bulgaro
- 1960 - Mark Durkan, ex politico britannico
- 1960 - Roberto Terenzi, ex cestista italiano
- 1961 - Frank Beck, ex schermidore tedesco
- 1961 - Roberto Cociancich, politico italiano
- 1961 - Greg LeMond, ex ciclista su strada statunitense
- 1961 - Margaret McDonagh, politica britannica († 2023)
- 1961 - Terri Nunn, cantante e attrice statunitense
- 1961 - Anna Pendergast, ex cestista canadese
- 1961 - Michelangelo Pepe, regista italiano
- 1961 - Björn Runge, regista e sceneggiatore svedese
- 1962 - Vera Castagna, attrice italiana
- 1962 - Paolo Dal Pino, manager italiano
- 1962 - Ismaël Ferroukhi, regista marocchino
- 1962 - Uwe Heppner, ex canottiere tedesco
- 1962 - Ollanta Humala, politico e militare peruviano
- 1962 - Jerome Kersey, cestista e allenatore di pallacanestro statunitense († 2015)
- 1962 - Anna Menghi, politica italiana
- 1962 - Jay Murphy, ex cestista statunitense
- 1962 - Mairéad Ní Mhaonaigh, violinista e cantante irlandese
- 1962 - Kostadinka Radkova, ex cestista bulgara
- 1963 - Franco Anelli, giurista italiano († 2024)
- 1963 - Mauro Balata, dirigente sportivo italiano
- 1963 - Gabriele Berghofer, sciatrice e atleta austriaca
- 1963 - Sandro Campagna, allenatore di pallanuoto e ex pallanuotista italiano
- 1963 - Anthony Weradet Chaiseri, arcivescovo cattolico thailandese
- 1963 - Michail Borisovič Chodorkovskij, imprenditore e attivista russo
- 1963 - Richard Garfield, autore di giochi statunitense
- 1963 - Benjamin Meurs, allenatore di calcio a 5 e ex giocatore di calcio a 5 belga
- 1963 - Sven Meyer, ex cestista tedesco
- 1963 - Torgny Mogren, ex fondista svedese
- 1963 - Faruch Ruzimatov, ex ballerino uzbeko
- 1964 - Enza Blundo, politica italiana
- 1964 - Fabrizio Bracconeri, attore e personaggio televisivo italiano
- 1964 - Andrea Braido, chitarrista e polistrumentista italiano
- 1964 - Said Gómez, ex atleta paralimpico panamense
- 1964 - Emanuela Grimalda, attrice italiana
- 1964 - Tommi Mäkinen, ex pilota di rally finlandese
- 1964 - Hiroyuki Morita, regista e animatore giapponese
- 1964 - Lamberto Piovanelli, ex calciatore italiano
- 1964 - Inma Sancho, attrice, doppiatrice e regista teatrale spagnola
- 1964 - Ian Tracey, attore canadese
- 1965 - Anita Braunegger, ex sciatrice alpina austriaca
- 1965 - Alberto Davoli, conduttore radiofonico italiano
- 1965 - Sofia Feltzing, astronoma svedese
- 1965 - Bobs Gannaway, regista, sceneggiatore e animatore statunitense
- 1965 - Daryl Gregory, scrittore statunitense
- 1965 - Francesco Pancani, giornalista e telecronista sportivo italiano
- 1965 - Gianluca Presicci, allenatore di calcio e ex calciatore italiano
- 1965 - Paula Quintana, sociologa e politica cilena († 2023)
- 1965 - Luca d'Alessandro, ex politico italiano
- 1966 - Dany Boon, attore, regista e sceneggiatore francese
- 1966 - Gao Jiamin, ex artista marziale cinese
- 1966 - Riku Marttinen, ex cestista finlandese
- 1966 - Yūko Minaguchi, doppiatrice giapponese
- 1966 - Tom Henning Øvrebø, ex arbitro di calcio norvegese
- 1966 - Jürgen Reil, batterista e cantante tedesco
- 1966 - Wang Zhiwen, attore cinese
- 1967 - Olivier Dahan, regista e sceneggiatore francese
- 1967 - Luisito Espinosa, ex pugile filippino
- 1967 - Giōrgos Gerapetritīs, politico greco
- 1967 - Benoît Hamon, politico francese
- 1967 - Doctor Khumalo, allenatore di calcio e ex calciatore sudafricano
- 1967 - Ranko Popović, allenatore di calcio e ex calciatore serbo
- 1967 - Jean-Luc Raharimanana, scrittore e giornalista malgascio
- 1967 - Masao Sugimoto, ex calciatore giapponese
- 1967 - Ugo de Lorenzo, ex calciatore danese
- 1968 - Isshin Chiba, doppiatore giapponese
- 1968 - Fausto De Amicis, ex calciatore australiano
- 1968 - Travis Fine, attore, sceneggiatore e regista statunitense
- 1968 - Andrew Goldberg, regista, produttore cinematografico e sceneggiatore statunitense
- 1968 - Armand de Las Cuevas, ciclista su strada e pistard francese († 2018)
- 1968 - Paolo Maldini, dirigente sportivo e ex calciatore italiano
- 1968 - William Shawn McKnight, arcivescovo cattolico statunitense
- 1968 - Paolo Mottura, fumettista italiano
- 1968 - Jovenel Moïse, imprenditore e politico haitiano († 2021)
- 1968 - Iwan Roberts, allenatore di calcio e ex calciatore gallese
- 1968 - Shannon Sharpe, ex giocatore di football americano statunitense
- 1968 - Zamir Shpuza, allenatore di calcio e calciatore albanese († 2014)
- 1969 - Cristina Almici, politica italiana
- 1969 - Steven Brand, attore britannico
- 1969 - Colin Greenwood, polistrumentista inglese
- 1969 - Lev Grossman, scrittore e giornalista statunitense
- 1969 - Yasuto Honda, ex calciatore giapponese
- 1969 - Ingrid Lempereur, ex nuotatrice belga
- 1969 - Giancarlo Merzario, allenatore di hockey su ghiaccio e ex hockeista su ghiaccio italiano
- 1969 - Thabo Mngomeni, ex calciatore sudafricano
- 1969 - Geir Moen, ex velocista norvegese
- 1969 - Santino Stillitano, hockeista su slittino italiano
- 1969 - Roel Velasco, ex pugile filippino
- 1970 - Paul Thomas Anderson, regista, sceneggiatore e produttore cinematografico statunitense
- 1970 - Bill Behrens, ex tennista statunitense
- 1970 - Paul Bitok, ex mezzofondista keniota
- 1970 - Gerardo Chendo, attore argentino
- 1970 - Sean Connelly, fisioterapista e ex calciatore inglese
- 1970 - Damiana Deiana, ex calciatrice italiana
- 1970 - Hülya Duyar, attrice, sceneggiatrice e produttrice cinematografica turco
- 1970 - Paolo Ferrara, ex pugile italiano
- 1970 - Irv Gotti, produttore discografico statunitense († 2025)
- 1970 - Sean Hayes, attore statunitense
- 1970 - Ablade Kumah, ex calciatore ghanese
- 1970 - Matt Letscher, attore statunitense
- 1970 - Maryna Lobač, ex ginnasta sovietica
- 1970 - Murcof, musicista, compositore e produttore discografico messicano
- 1970 - Paweł Nastula, ex judoka polacco
- 1970 - Adam Ndlovu, calciatore zimbabwese († 2012)
- 1970 - Chris O'Donnell, attore e produttore cinematografico statunitense
- 1970 - Nick Offerman, attore e scrittore statunitense
- 1970 - Mark Pinger, ex nuotatore tedesco
- 1970 - Rochy Putiray, ex calciatore indonesiano
- 1970 - Olivier Schmitthaeusler, vescovo cattolico e missionario francese
- 1970 - Darren Thorburn, ex sciatore alpino canadese
- 1971 - Dave Baez, attore statunitense
- 1971 - Max Biaggi, pilota motociclistico e dirigente sportivo italiano
- 1971 - Riccardo Bigon, dirigente sportivo e ex calciatore italiano
- 1971 - Gary Bowyer, allenatore di calcio e ex calciatore inglese
- 1971 - Chali 2na, rapper statunitense
- 1971 - Giuseppe De Cristofaro, politico italiano
- 1971 - Leonardo Gaciba, ex arbitro di calcio brasiliano
- 1971 - Carlton Gray, ex giocatore di football americano statunitense
- 1971 - Ināra Jākobsone, ex cestista lettone
- 1971 - Léomar, ex calciatore brasiliano
- 1971 - Andrej Merinov, ex tennista russo
- 1971 - Giuseppe Monticciolo, mafioso e collaboratore di giustizia italiano
- 1971 - Emma Noble, modella e attrice inglese
- 1971 - Tonino Russo, politico italiano
- 1971 - Charles Sciberras, ex calciatore maltese
- 1972 - Faiq Cabbarov, ex calciatore azero
- 1972 - Garou, cantante canadese
- 1972 - Kōji Seki, ex calciatore giapponese
- 1972 - Asako Tajimi, ex pallavolista giapponese
- 1972 - Jai Taurima, ex lunghista australiano
- 1973 - Samuel Benchetrit, scrittore, sceneggiatore e regista francese
- 1973 - Elisabetta Biavaschi, ex sciatrice alpina italiana
- 1973 - Reggie Brown, ex giocatore di football americano statunitense
- 1973 - Rebecca Budig, attrice statunitense
- 1973 - Antonio Filosa, dirigente d'azienda italiano
- 1973 - Andrea Galé, ex cestista argentina
- 1973 - Dag Vidar Hafsås, arbitro di calcio norvegese
- 1973 - Jannes, cantante olandese
- 1973 - Jeon Hui-cheol, ex cestista sudcoreano
- 1973 - Anybody Killa, rapper statunitense
- 1973 - Gretchen Wilson, cantante statunitense
- 1974 - Jean-Kasongo Banza, calciatore della Repubblica Democratica del Congo († 2024)
- 1974 - Pablo Galdames, allenatore di calcio e ex calciatore cileno
- 1974 - Derek Jeter, ex giocatore di baseball statunitense
- 1974 - Dieter Kalt, ex hockeista su ghiaccio austriaco
- 1974 - Damien Nazon, ex ciclista su strada francese
- 1974 - Cyril Nzama, ex calciatore sudafricano
- 1974 - Petru Pop, allenatore di pallamano e ex pallamanista rumeno
- 1974 - Nora Skalli, attrice marocchina
- 1974 - Kristofer Steen, musicista svedese
- 1974 - Matt Striker, ex wrestler statunitense
- 1974 - Trần Hiếu Ngân, ex taekwondoka vietnamita
- 1975 - Jean-Paul Abalo, ex calciatore togolese
- 1975 - Claire Augros, ex schermitrice francese
- 1975 - Ewald Brenner, ex calciatore austriaco
- 1975 - Nathalie De Roeck, ex cestista belga
- 1975 - Nikki Johnson, ex cestista canadese
- 1975 - Kwasi Kwarteng, politico britannico
- 1975 - Marie-Nicole Lemieux, contralto canadese
- 1975 - Florence Loiret-Caille, attrice francese
- 1975 - Andrea Longo, ex mezzofondista italiano
- 1975 - Diego Perrone, cantante e musicista italiano
- 1975 - Gwendolyn Rutten, politica belga
- 1975 - Francesco Scognamiglio, stilista italiano
- 1975 - Umeki Webb, ex cestista statunitense
- 1975 - Jan Wüstenfeld, biatleta tedesco
- 1975 - Mauro Zinetti, ex ciclista su strada italiano
- 1976 - Maikel Aerts, ex calciatore olandese
- 1976 - Makare Desilets, pallavolista statunitense
- 1976 - Francesco Falconi, scrittore italiano
- 1976 - Janus Friis, imprenditore danese
- 1976 - Jenteal, attrice pornografica statunitense († 2020)
- 1976 - Cédric Jimenez, regista e sceneggiatore francese
- 1976 - Ed Jovanovski, ex hockeista su ghiaccio canadese
- 1976 - Albert Leichtfried, arrampicatore e ex sciatore alpino austriaco
- 1976 - Blanka Nakielná, ex cestista ceca
- 1976 - Chad Pennington, ex giocatore di football americano statunitense
- 1976 - Aleksandr Zacharčenko, militare, politico e rivoluzionario ucraino († 2018)
- 1977 - Giulio Cavalli, attore, scrittore e giornalista italiano
- 1977 - Kōnstantinos Christofidelīs, allenatore di pallavolo e ex pallavolista greco
- 1977 - Letizia Giorgianni, politica italiana
- 1977 - Mark Jindrak, ex wrestler statunitense
- 1977 - Florian Kehrmann, ex pallamanista e allenatore di pallamano tedesco
- 1977 - Tite Kubo, fumettista giapponese
- 1977 - Quincy Lewis, ex cestista statunitense
- 1977 - Randy Nohr, ex cestista e allenatore di pallacanestro canadese
- 1977 - Jake Roberts, montatore britannico
- 1977 - Carlo Trappolino, politico italiano
- 1977 - Sebastian Świderski, dirigente sportivo, allenatore di pallavolo e ex pallavolista polacco
- 1978 - Dermival Almeida Lima, ex calciatore brasiliano
- 1978 - Cho Se-kwon, ex calciatore sudcoreano
- 1978 - Daniel Constantin, politico e agronomo romeno
- 1978 - Sébastien Coutant, schermidore francese
- 1978 - Paulo César Arruda Parente, ex calciatore brasiliano
- 1978 - Grace Daley, ex cestista statunitense
- 1978 - José Luis Jerez, ex calciatore cileno
- 1978 - Cristian Lucchetti, ex calciatore argentino
- 1978 - Danny Milosevic, allenatore di calcio e ex calciatore australiano
- 1978 - Rubiel Quintana, ex calciatore colombiano
- 1978 - Rie Saitō, doppiatrice giapponese
- 1978 - Adam Svoboda, hockeista su ghiaccio ceco († 2019)
- 1978 - Mark Veens, ex nuotatore olandese
- 1978 - Signmark, rapper finlandese
- 1979 - Yacine Amaouche, ex calciatore algerino
- 1979 - Andrea Caroppo, politico italiano
- 1979 - Jaroslav Černý, ex calciatore ceco
- 1979 - Hong Chau, attrice thailandese
- 1979 - Njogu Demba-Nyrén, ex calciatore gambiano
- 1979 - Rok Flander, ex snowboarder sloveno
- 1979 - Wálter Herrmann, ex cestista argentino
- 1979 - Antonio Landieri, italiano († 2004)
- 1979 - Marko Maravič, allenatore di pallacanestro e ex cestista sloveno
- 1979 - Johnny Menyongar, ex calciatore liberiano
- 1979 - Jean-Baptiste Poux, ex rugbista a 15 e allenatore di rugby a 15 francese
- 1979 - Jurij Ščukin, allenatore di tennis e ex tennista russo
- 1979 - Predrag Šimić, ex calciatore bosniaco
- 1979 - Ryan Tedder, cantautore, polistrumentista e produttore discografico statunitense
- 1980 - Cem Akkanat, attore belga
- 1980 - Hassan Mudhafar Al-Gheilani, calciatore omanita
- 1980 - Federica Biscia, ex nuotatrice italiana
- 1980 - Juan Carlos Blengio, allenatore di calcio e ex calciatore argentino
- 1980 - Albert Cabestany, pilota motociclistico spagnolo
- 1980 - Sinik, rapper francese
- 1980 - Ignacio Pérez Santamaría, ex calciatore spagnolo
- 1980 - Géraldine Robert, ex cestista gabonese
- 1980 - Jason Schwartzman, attore, sceneggiatore e batterista statunitense
- 1980 - Federico Van Lacke, ex cestista argentino
- 1980 - Marco Vélez, allenatore di calcio e ex calciatore portoricano
- 1980 - Rémy Vercoutre, allenatore di calcio e ex calciatore francese
- 1980 - Michael Vick, ex giocatore di football americano statunitense
- 1981 - Natal'ja Antjuch, ostacolista e velocista russa
- 1981 - Paolo Cannavaro, allenatore di calcio e ex calciatore italiano
- 1981 - Filippo Graziani, cantautore italiano
- 1981 - Gábor Gyepes, ex calciatore ungherese
- 1981 - Kanako Kondō, doppiatrice giapponese
- 1981 - Ekaterina Lavrent'eva, slittinista russa
- 1981 - Daniele Martinetti, ex calciatore italiano
- 1981 - Agustín Orión, ex calciatore argentino
- 1981 - Damien Sargue, cantante francese
- 1981 - Josh Thomas, ex giocatore di football americano statunitense
- 1981 - Jake Zamansky, ex sciatore alpino statunitense
- 1982 - Vladimir Akhalaia, ex calciatore georgiano
- 1982 - Despo Rutti, rapper francese
- 1982 - Gaël Genevier, ex calciatore francese
- 1982 - Ursula Holl, ex calciatrice tedesca
- 1982 - Zuzana Kučová, ex tennista slovacca
- 1982 - Yūta Murai, ex giocatore di football americano giapponese
- 1982 - Filip Pejović, ex calciatore serbo
- 1982 - Branimir Petrović, ex calciatore e allenatore di calcio serbo
- 1982 - Tolga Safer, attore britannico
- 1982 - Tayara Maria de Jesus Pesenti, ex cestista brasiliana
- 1983 - Toyonoshima Daiki, lottatore di sumo giapponese
- 1983 - Lamees Dhaif, giornalista bahreinita
- 1983 - Pavel Fořt, ex calciatore ceco
- 1983 - Torin Francis, ex cestista statunitense
- 1983 - Yannick Gozzoli, scacchista francese
- 1983 - Caroline Guérin, attrice francese
- 1983 - Alhassane Keita, ex calciatore guineano
- 1983 - Alsény Keita, ex calciatore guineano
- 1983 - Ervis Kraja, allenatore di calcio e ex calciatore albanese
- 1983 - Antoni Łukasiewicz, ex calciatore polacco
- 1983 - Felipe Melo, ex calciatore brasiliano
- 1983 - Elena Meuti, altista italiana
- 1983 - Sebastián Rocco, calciatore cileno
- 1983 - Antonio Rosati, allenatore di calcio e ex calciatore italiano
- 1983 - Giuseppe Sanfelice, attore italiano
- 1984 - Tatyana Ananko, ex ginnasta bielorussa
- 1984 - José Barea, ex cestista e allenatore di pallacanestro portoricano
- 1984 - Igor Bugaiov, ex calciatore moldavo
- 1984 - Raymond Felton, ex cestista statunitense
- 1984 - Ilaria Fontana, politica italiana
- 1984 - Mitja Gasparini, pallavolista sloveno
- 1984 - Christian Gauseth, ex calciatore norvegese
- 1984 - Hussain Hakem, calciatore kuwaitiano
- 1984 - Preslava, cantante bulgara
- 1984 - Priscah Jeptoo, maratoneta keniota
- 1984 - Lauren Lappin, giocatrice di softball statunitense
- 1984 - Anton Ljuboslavskij, pesista russo
- 1984 - Yūki Maki, ex calciatore giapponese
- 1984 - Aubrey Plaza, attrice e comica statunitense
- 1984 - Indila, cantautrice e compositrice francese
- 1984 - Francisco Tarantino, ex calciatore spagnolo
- 1984 - Flora Ugwunwa, atleta paralimpica nigeriana
- 1984 - Gabrielle Walcott, modella trinidadiana
- 1984 - Deron Williams, ex cestista statunitense
- 1984 - Eddie Wineland, artista marziale misto statunitense
- 1985 - Frédéric Brillant, allenatore di calcio e ex calciatore francese
- 1985 - Cristian Bud, calciatore rumeno
- 1985 - Justin Cage, ex cestista statunitense
- 1985 - Fernando Cardinal, ex giocatore di calcio a 5 portoghese
- 1985 - Katrin Heß, attrice televisiva, doppiatrice e modella tedesca
- 1985 - Gözde Kırdar, ex pallavolista turca
- 1985 - Özge Kırdar, pallavolista turca
- 1985 - Liu Zhenli, calciatore cinese
- 1985 - Ard van Peppen, ex calciatore olandese
- 1985 - Stéphane Poulhiès, ciclista su strada francese
- 1985 - Kathrin Ress, ex cestista e allenatrice di pallacanestro italiana
- 1985 - Chiquis Rivera, cantante e personaggio televisivo statunitense
- 1985 - Daniela Sabatino, calciatrice italiana
- 1985 - Marina Šešenina, pallavolista russa
- 1985 - Ogyen Trinley Dorje, monaco buddhista tibetano
- 1985 - Ana Ularu, attrice rumena
- 1985 - Leandro da Silva, ex calciatore brasiliano
- 1986 - Rasmus Bengtsson, ex calciatore svedese
- 1986 - Elisa Buccianti, ex cestista italiana
- 1986 - Gastón Cellerino, calciatore argentino
- 1986 - Jurij Češev, pallanuotista russo
- 1986 - Josh Heytvelt, ex cestista statunitense
- 1986 - Francisco Jiménez Tejada, ex calciatore spagnolo
- 1986 - Iryna Kuleša, sollevatrice bielorussa
- 1986 - Cristian Llama, calciatore argentino
- 1986 - Grégoire Lyonnet, ballerino francese
- 1986 - Stefano Napoleoni, calciatore italiano
- 1986 - Oludamola Osayomi, velocista nigeriana
- 1986 - Jason Puncheon, allenatore di calcio e ex calciatore inglese
- 1986 - Duvier Riascos, calciatore colombiano
- 1986 - Gavin Smellie, velocista canadese
- 1986 - Manny Ubilla, cestista statunitense
- 1986 - Yosiris Urrutia, triplista e lunghista colombiana
- 1987 - Samuel Bouhours, ex calciatore francese
- 1987 - Ksenija Cybutovič, calciatrice russa
- 1987 - Art'owr Edigaryan, allenatore di calcio e ex calciatore armeno
- 1987 - Peter Hackmair, ex calciatore austriaco
- 1987 - Maksym Kornijenko, cestista ucraino
- 1987 - Maximilian Levy, ex pistard tedesco
- 1987 - Luka Lončar, pallanuotista croato
- 1987 - Mike Macdonald, allenatore di football americano statunitense
- 1987 - Nicole Michael, ex cestista statunitense
- 1987 - Samir Nasri, ex calciatore francese
- 1987 - Mike Neal, giocatore di football americano statunitense
- 1987 - Leovan O'Garro, calciatore montserratiano
- 1987 - Franck Obambou, calciatore gabonese
- 1987 - Ignacio Ortiz, hockeista su prato argentino
- 1987 - Valerie Pachner, attrice austriaca
- 1987 - Hamilton Pereira, calciatore uruguaiano
- 1987 - Alizée Poulicek, modella belga
- 1987 - Vince Rocco, ex hockeista su ghiaccio canadese
- 1987 - Fenan Salčinović, ex calciatore bosniaco
- 1987 - Ana Zaninović, taekwondoka croata
- 1987 - Lucija Zaninović, taekwondoka croata
- 1987 - Wallace de Souza, pallavolista brasiliano
- 1988 - Stephen Arita, mezzofondista e maratoneta keniota
- 1988 - Andrew Bachelor, attore canadese
- 1988 - Tawonga Chimodzi, ex calciatore malawiano
- 1988 - Harold Correa, triplista francese
- 1988 - Anthony Dafaa, ex calciatore keniota
- 1988 - James Feldeine, cestista statunitense
- 1988 - Brandon Fusco, giocatore di football americano statunitense
- 1988 - Jérôme Gondorf, calciatore tedesco
- 1988 - Kristian Haug, ex sciatore alpino norvegese
- 1988 - Remy LaCroix, attrice pornografica statunitense
- 1988 - Klemen Lorbek, ex cestista sloveno
- 1988 - Christopher Mazdzer, slittinista statunitense
- 1988 - Glenn Roberts, calciatore norvegese
- 1988 - Guillermo Rodríguez, wrestler messicano
- 1988 - Óscar Salinas, calciatore cileno
- 1988 - Aleksej Spiridonov, pallavolista russo
- 1988 - Masakazu Tashiro, calciatore giapponese
- 1988 - Oleksandr Truš, danzatore ucraino
- 1989 - Münir Recep Aktaş, lottatore turco
- 1989 - Jorge Casado, calciatore spagnolo
- 1989 - Yannick Eijssen, ex ciclista su strada belga
- 1989 - Jordan Glynn, cestista statunitense
- 1989 - JOWST, disc jockey e produttore discografico norvegese
- 1989 - Emma Lundh, calciatrice svedese
- 1989 - Lü Huihui, giavellottista cinese
- 1989 - Agnes Osazuwa, velocista nigeriana
- 1989 - Ivan Ostojić, calciatore serbo
- 1989 - Uğur Pamuk, calciatore azero
- 1989 - Nii Plange, ex calciatore ghanese
- 1989 - Daniela Schreiber, ex nuotatrice tedesca
- 1989 - Elia Soriano, ex calciatore tedesco
- 1989 - Pauline Étienne, attrice belga
- 1990 - Yahya Al-Shehri, calciatore saudita
- 1990 - Tat'jana Andrjušina, schermitrice russa
- 1990 - Ivan Aska, cestista statunitense
- 1990 - Sjarhej Ivanavič Cichanoŭski, calciatore bielorusso
- 1990 - Lee Cox, ex calciatore inglese
- 1990 - Charleus Dieuseul, giocatore di football americano statunitense
- 1990 - Pedro Eugénio, calciatore portoghese
- 1990 - Xavier García, calciatore salvadoregno
- 1990 - Jake Gleeson, allenatore di calcio e ex calciatore neozelandese
- 1990 - Lamont Jones, cestista statunitense
- 1990 - Gerhard Jäger, ex giocatore di football americano e allenatore di football americano tedesco
- 1990 - Maikel Kieftenbeld, calciatore olandese
- 1990 - Anna Kiełbasińska, velocista polacca
- 1990 - Mārtiņš Laksa, cestista lettone
- 1990 - Liu Dianzuo, calciatore cinese
- 1990 - Maxence Muzaton, sciatore alpino francese
- 1990 - Waisea Nayacalevu, rugbista a 15 figiano
- 1990 - Leila Nda, modella belga
- 1990 - Filip Novák, calciatore ceco
- 1990 - Belaynesh Oljira, mezzofondista e maratoneta etiope
- 1990 - Andrea Raimondi, calciatore italiano
- 1990 - Jonathan Schmid, calciatore francese
- 1990 - Melissa Seidemann, ex pallanuotista statunitense
- 1990 - Iman Shumpert, ex cestista e attore statunitense
- 1990 - Brandon Sklenar, attore statunitense
- 1990 - Igor Subbotin, calciatore estone
- 1990 - Adama Traoré, ex calciatore maliano
- 1990 - Minnamari Tuominen, hockeista su ghiaccio finlandese
- 1990 - Melvin White, giocatore di football americano statunitense
- 1990 - Mouphtaou Yarou, cestista beninese
- 1991 - Sasha Aneff, ex calciatore uruguaiano
- 1991 - Angélique Duchemin, pugile francese († 2017)
- 1991 - Vegar Eggen Hedenstad, calciatore norvegese
- 1991 - Diego Falcinelli, calciatore italiano
- 1991 - Andre Gray, calciatore giamaicano
- 1991 - Natsuki Hanae, doppiatore giapponese
- 1991 - Rahlir Hollis-Jefferson, cestista statunitense
- 1991 - Lion Kaak, calciatore olandese
- 1991 - Fabian Kluckert, attore e doppiatore tedesco
- 1991 - Mateusz Kuzimski, calciatore polacco
- 1991 - Milica Mijatović, calciatrice serba
- 1991 - Christopher Moen, giocatore di calcio a 5 e calciatore norvegese
- 1991 - Martin Pospíšil, calciatore ceco
- 1991 - Stanislav Pryčynenko, ex calciatore ucraino
- 1991 - Luis Enrique Quiñones, calciatore colombiano
- 1991 - Juan Respuela, ex calciatore argentino
- 1991 - Saúl Villalobos, ex calciatore messicano
- 1991 - Simon Zoller, ex calciatore tedesco
- 1992 - Jace Amaro, giocatore di football americano statunitense
- 1992 - Melanie Amaro, cantante statunitense
- 1992 - Joel Campbell, calciatore costaricano
- 1992 - Richard Catrileo, ex calciatore cileno
- 1992 - Zander Clark, calciatore scozzese
- 1992 - Jana Coryn, ex calciatrice belga
- 1992 - Gary Gardner, calciatore inglese
- 1992 - Rudy Gobert, cestista francese
- 1992 - Jordan Gregory, ex cestista statunitense
- 1992 - Tal Kachila, calciatore israeliano
- 1992 - Janzeeb Khan, hockeista in carrozzina tedesco
- 1992 - Jennette McCurdy, cantante, attrice e scrittrice statunitense
- 1992 - Akil Mitchell, cestista statunitense
- 1992 - Rizky Pellu, calciatore indonesiano
- 1992 - Lamin Samateh, calciatore gambiano
- 1993 - Jan Baránek, ex calciatore ceco
- 1993 - Alan Chubecov, judoka russo
- 1993 - Mahmoud Eid, calciatore palestinese
- 1993 - Ayoub El Kaabi, calciatore marocchino
- 1993 - Marco Firenze, calciatore italiano
- 1993 - Ariana Grande, cantautrice e attrice statunitense
- 1993 - Ernest Kakhobwe, calciatore malawiano
- 1993 - Jerson Malagón, calciatore colombiano
- 1993 - Daiana Mascanzoni, calciatrice italiana
- 1993 - Haby Niaré, taekwondoka francese
- 1993 - Aleksandar Okolić, pallavolista serbo
- 1993 - Hensley Paulina, velocista olandese
- 1993 - Elvis Prençi, calciatore albanese
- 1993 - Amanda Sampedro, ex calciatrice spagnola
- 1993 - Khiry Shelton, calciatore statunitense
- 1993 - Will Wood, cantautore, compositore e regista statunitense
- 1994 - Joseph Amoah, calciatore ghanese
- 1994 - Hollie Arnold, atleta paralimpica britannica
- 1994 - Musefiu Ashiru, ex calciatore nigeriano
- 1994 - Catherine Beauchemin-Pinard, judoka canadese
- 1994 - Churšed Beknazarov, calciatore tagiko
- 1994 - Donte Brangman, calciatore britannico
- 1994 - Adri Castellano, calciatore spagnolo
- 1994 - Vincent Cottier, giocatore di football americano svizzero
- 1994 - Václav Jurečka, calciatore ceco
- 1994 - Jessica Parratto, tuffatrice statunitense
- 1994 - Makhmudjon Shavkatov, lottatore uzbeko
- 1994 - Kizo, rapper polacco
- 1995 - Leonardo Feletto, siepista e mezzofondista italiano
- 1995 - Esther González, nuotatrice messicana
- 1995 - Gonzalo Hermida, cantautore spagnolo
- 1995 - Eirik Hestad, calciatore norvegese
- 1995 - Marcos Maydana, calciatore argentino
- 1995 - Bezabeh Meleyo, calciatore etiope
- 1995 - Adriana Ruano, tiratrice a volo guatemalteca
- 1995 - Marija Vasil'cova, snowboarder russa
- 1995 - Igor Łasicki, calciatore polacco
- 1996 - Mahir Agva, cestista tedesco
- 1996 - Julija Bakastova, schermitrice ucraina
- 1996 - René De Silvestro, sciatore alpino, ex giavellottista e ex pesista italiano
- 1996 - Jawun Evans, cestista statunitense
- 1996 - Samuel Girard, pattinatore di short track canadese
- 1996 - Gábor Makrai, calciatore ungherese
- 1996 - Nublu, rapper estone
- 1996 - Duop Reath, cestista australiano
- 1996 - Meirzhan Shermakhanbet, lottatore kazako
- 1996 - Jace Sternberger, giocatore di football americano statunitense
- 1996 - Aleksandr Zuev, calciatore kazako
- 1996 - Dilan Zúñiga, calciatore cileno
- 1997 - Xeber Alkain, calciatore spagnolo
- 1997 - Baek Ye-rin, cantautrice e attrice sudcoreana
- 1997 - Jakone, cantante e rapper russo
- 1997 - Lucia Di Guglielmo, calciatrice italiana
- 1997 - Albi Doka, calciatore albanese
- 1997 - Egor Azarkevich, disc jockey e produttore discografico bielorusso
- 1997 - Jacob Elordi, attore australiano
- 1997 - Jaron Ennis, pugile statunitense
- 1997 - Lidio Andrés Feliz, velocista dominicano
- 1997 - Gilberto Hernández, calciatore panamense († 2023)
- 1997 - José Hernández, calciatore venezuelano
- 1997 - Tatsuya Itō, calciatore giapponese
- 1997 - Danijel Lončar, calciatore croato
- 1997 - Marvin Matyka, musicista tedesco
- 1997 - Fumika Sasano, hockeista su ghiaccio giapponese
- 1997 - Thrife, rapper svedese
- 1998 - Tosin Aiyegun, calciatore nigeriano
- 1998 - Eleonora De Marchi, schermitrice italiana
- 1998 - Adrián Goide, pallavolista cubano
- 1998 - Anita Gulli, sciatrice alpina italiana
- 1998 - Ugo Humbert, tennista francese
- 1998 - Abolfazl Jalali, calciatore iraniano
- 1998 - Žiga Jerman, ex ciclista su strada sloveno
- 1998 - Jhon Lucumí, calciatore colombiano
- 1998 - Erik Martorell, pistard e ciclista su strada spagnolo
- 1998 - Paulinho Bóia, calciatore brasiliano
- 1998 - Pável Pérez, calciatore messicano
- 1998 - Ulises Sánchez, calciatore argentino
- 1998 - Rodney Thomas II, giocatore di football americano statunitense
- 1998 - Aleksandr Ščerbakov, calciatore russo
- 1999 - Layla Almasri, mezzofondista palestinese
- 1999 - Luka Brajkovic, cestista austriaco
- 1999 - Gabriel Davi Gomes Sara, calciatore brasiliano
- 1999 - Thomas Graham Jr., giocatore di football americano statunitense
- 1999 - Robiul Hasan, calciatore bangladese
- 1999 - Isaiah Jones, calciatore guyanese
- 1999 - Lucas Larade, calciatore francese
- 1999 - Fernando Pacheco, calciatore peruviano
- 1999 - Pano Qirko, calciatore albanese
- 1999 - Harley Quinn Smith, attrice statunitense
- 1999 - Mika Vermeulen, fondista e ex combinatista nordico austriaco
- 2000 - Sophia Braun, calciatrice argentina
- 2000 - Ismael Cortéz, calciatore argentino
- 2000 - Alessia Crippa, skeletonista italiana
- 2000 - Tuur Dens, pistard e ciclista su strada belga
- 2000 - Franz Gonzales, calciatore boliviano
- 2000 - Ann Li, tennista statunitense
- 2000 - Andrey Nunes dos Santos, calciatore brasiliano
- 2000 - Ioan-Călin Revenco, calciatore moldavo
- 2000 - Adolf Selmani, calciatore albanese
- 2000 - Rafael Tavares, calciatore brasiliano
- 2000 - Edgar Vallet, combinatista nordico francese

## XXI secolo(35)
- 2001 - Daniel Afriyie, calciatore ghanese
- 2001 - Vivien Bonzi, mezzofondista e fondista di corsa in montagna italiana
- 2001 - Francesco Di Napoli, attore italiano
- 2001 - Igor Thiago, calciatore brasiliano
- 2001 - Noumory Keïta, pallavolista maliano
- 2001 - Marin Laušić, calciatore croato
- 2001 - Ivan Litvinovič, ginnasta bielorusso
- 2001 - Baby Gang, rapper italiano
- 2001 - Bayli Spencer-Adams, calciatore guyanese
- 2001 - Giacomo Valentini, calciatore sammarinese
- 2001 - Habraão, calciatore brasiliano
- 2002 - Mattéo Baud, combinatista nordico francese
- 2002 - Emma Cagnin, pallavolista italiana
- 2002 - Aitor Gelardo, calciatore spagnolo
- 2002 - Hayden Hackney, calciatore inglese
- 2002 - Silvia Nativi, cestista italiana
- 2002 - Giannīs Niarchos, calciatore greco
- 2002 - Franco Rossi, calciatore uruguaiano
- 2002 - Mamadou Sangare, calciatore maliano
- 2002 - Talles Magno, calciatore brasiliano
- 2003 - Valentín Gómez, calciatore argentino
- 2003 - Mohammad Javad Hosseinnejad, calciatore iraniano
- 2003 - Laurianne Imbeau, nuotatrice artistica canadese
- 2003 - Maurits Kjærgaard, calciatore danese
- 2003 - Javier Rodríguez Galiano, calciatore spagnolo
- 2003 - Saeid Saharkhizan, calciatore iraniano
- 2004 - Melvin Ajinça, cestista francese
- 2004 - Jonas Buhl Bjerre, scacchista danese
- 2004 - Jan Christen, ciclista su strada, ciclocrossista e mountain biker svizzero
- 2004 - Eli Ndiaye, cestista senegalese
- 2004 - Joel Poiso, calciatore uruguaiano
- 2005 - Alexia dei Paesi Bassi, principessa olandese
- 2005 - Ashley Phillips, calciatore inglese
- 2005 - Yang Hansen, cestista cinese
- 2005 - Tomás Cruz, calciatore lussemburghese

## Senza anno specificato(2)
- Brian P. Roman, astronomo statunitense
- Tsubasa Yamaguchi, fumettista giapponese